# Бул Вали (Илиноис)
Бул Вали (енгл. Bull Valley) град је у америчкој савезној држави Илиноис.

## Демографија
По попису из 2010. године број становника је 1.077, што је 351 (48,3%) становника више него 2000. године.
| Група             | 2000.       | 2010.       |
| Белци             | 687 (94,6%) | 983 (91,3%) |
| Афроамериканци    | 4 (0,6%)    | 9 (0,8%)    |
| Азијати           | 8 (1,1%)    | 31 (2,9%)   |
| Хиспаноамериканци | 16 (2,2%)   | 43 (4,0%)   |
| Укупно            | 726         | 1.077       |